# Il y a des journées qui mériteraient qu'on leur casse la gueule
Pour plus de détails, voir Fiche technique et Distribution.
Il y a des journées qui mériteraient qu'on leur casse la gueule est un court métrage français réalisé par Alain Beigel qui a obtenu en 1997 le Prix de la critique au  Festival international du film de comédie de l'Alpe d'Huez et le Premier Prix du Jury au festival du court métrage d'humour de Meudon. Il a également obtenu quatre nominations aux Lutins du court-métrage

## Synopsis
Les galères de 3 amis lors d'une journée à Paris.

## Fiche technique
- Titre : Il y a des journées qui mériteraient qu'on leur casse la gueule
- Réalisation : Alain Beigel
- Scénario : Alain Beigel
- Musique : Laurent Coq
- Photographie : Luc Pagès
- Montage : Anne Klotz
- Production : Laurent Bénégui
- Pays d'origine :  France
- Langue : français
- Format : couleurs - 1.66:1 - 35 mm
- Genre : court métrage de comédie
- Durée : 28 minutes
- Date de sortie : France : 17 décembre 1997

## Distribution
- Alain Beigel : Pascal
- Bruno Solo : Jean
- Alain Fromager : Mika
- Camille Japy : Francine
- Adrienne Pauly : Coralie
- Thomas Chabrol : Le cuistot
- Nanou Garcia : La patronne du cabaret
- Laurent Olmedo : Bernardo